# 伯纳德棘球虫
伯纳德棘球虫（学名：Acanthosphaera bernardi）为星球虫科棘球虫属的动物。分布于太平洋赤道热带区，包括南海等海域。